# Kuba na Letních olympijských hrách 2008
Kubu na Letních olympijských hrách 2008 v Pekingu reprezentovalo 158 sportovců, z toho 102 mužů a 56 žen. Nejmladším účastníkem byl Pedro Medel (16 let, 339 dní), nejstarším pak Mayra González (40 let, 30 dní).

## Medailisté
| Medaile | Jméno                 | Sport             | Disciplína                       |
| ------- | --------------------- | ----------------- | -------------------------------- |
| Zlato   | Dayron Robles         | atletika          | Muži běh na 110 m překážek       |
| Zlato   | Mijaín López          | zápas             | Muži řecko-římský do 120 kg      |
| Stříbro | Družstvo mužů         | baseball          | turnaj mužů                      |
| Stříbro | Yipsi Morenová        | atletika          | Ženy hod kladivem                |
| Stříbro | Yarelis Barriosová    | atletika          | Ženy hod diskem                  |
| Stříbro | Misleydis Gonzálezová | atletika          | Ženy vrh koulí                   |
| Stříbro | Yankiel León          | box               | muži váha bantamová do 54 kg     |
| Stříbro | Andry Laffita         | box               | muži váha muší do 51 kg          |
| Stříbro | Emilio Correa         | box               | muži váha střední do 75 kg       |
| Stříbro | Carlos Banteux        | box               | muži váha lehká střední do 69 kg |
| Stříbro | Anaysi Hernándezová   | judo              | ženy střední do 70 kg            |
| Stříbro | Yalennis Castillová   | judo              | ženy polotěžká do 78 kg          |
| Stříbro | Yanet Bermoyová       | judo              | ženy superlehká do 48 kg         |
| Stříbro | Yoanka González       | cyklistika        | ženy bodovací závod              |
| Bronz   | Leonel Suárez         | atletika          | Muži desetiboj                   |
| Bronz   | Ibrahim Camejo        | atletika          | Muži skok do dálky               |
| Bronz   | Yordenis Ugás         | box               | muži lehká váha do 60 kg         |
| Bronz   | Rosniel Iglesias      | box               | muži velterová váha do 64 kg     |
| Bronz   | Yampier Hernández     | box               | muži váha lehká muší do 49 kg    |
| Bronz   | Osmay Acosta          | box               | muži váha těžká do 91 kg         |
| Bronz   | Idalis Ortízová       | judo              | ženy těžká nad 78 kg             |
| Bronz   | Oscar Braison         | judo              | muži těžká nad 100 kg            |
| Bronz   | Yordanis Arencibia    | judo              | muži pololehká do 66 kg          |
| Bronz   | Eglis Yaima Cruz      | Sportovní střelba | ženy Puška na 50 m (3 pozice)    |
| Bronz   | Daynellis Montejo     | taekwondo         | ženy – do 49 kg                  |